# 미래농정연구원
미래농정연구원은 국내외 농정에 관한 조사연구, 국내외 농정관련자료의 수집분석 및 발간 목적으로 2003년 4월 29일 설립된 대한민국 농림수산식품부 소관의 사단법인이다. 사무실은 서울특별시 마포구 서교동 465-3, 아림빌딩202호에 있다.

## 주요 사업
- 국내외 농정(농림수산업, 해양산업 및 농산어촌정책)에 관한 조사연구, 연구용역 수탁 및  수행
- 국내외 농정관련 자료의 수집 분석 및 발간
- 국내외 연구기관 및 단체와의 공동연구
- 각종 국제교류 협력사업의 추진
- 농정관련 기관 및 단체에 대한 자문활동 및 교육훈련사업
- 기타 연구원의 목적 달성에 필요한 사업